# Lalima
A aldeia Lalima está situada no município de Miranda, estado de Mato Grosso do Sul. Distante cerca de 55 km do centro do município, e 255 km da capital do estado, Campo Grande. Ocupa uma área de 3 021 ha, onde residem cerca de 2 300 índios. Há aproximadamente 235 famílias, tendo em média 6 a 7 filhos cada. Sua origem procede da mistura de quatro etnias: os Kinikinaus, os Bororós, os Kadiwéus e os Terena. [carece de fontes?]

## Geografia

### Localização
Município de Miranda, 55 km distante da cidade. Dados GPS e Mapa.

### População
Aproximadamente 1 500 índios, (dados baseados em estudo feito pelos alunos de ensino médio da aldeia com a Funasa, 2005). 1 460 índios (dados da pesquisa de campo 2008).

### Área
3 021 ha = 30,21 km² (dados de 2002. Consultar FUNAI)

### Temperatura Média anual
(colocar para cada mês do ano, seguindo os dados de Miranda)

### Índice Pluviométrico anual
(colocar p/ cada mês do ano, usando o pluviômetro PET)

### Aldeias Vizinhas no Município
- Nome da Aldeia - Pilad Rebuá (Passarinho), Moreira,Cachoeirinha.

## Cultura

### Família
Os 2 300 índios que ocupam a Aldeia Lalima são originados de quatro etnias:
- Kinikinaus
- Bororós
- Kadiwéus
- Terena

Dentre as famílias, a liderança é, em geral, patriarcal. Os homens trabalham na agricultura, ou em fazendas próximas da aldeia, enquanto as mulheres tomam parte na criação dos filhos e afazeres domésticos, em geral.

### Hábitos Alimentares
Dentre os cultivados, a mandioca é a mais utilizada. Há também produção de milho, manga, etc. Como complemento, há o cultivo de porcos, galinhas. Há também pesca (com vara e molinete) feita no Rio Miranda, que delineia parte da área correspondente à aldeia.

### Artesanato
Dentre os artesanatos, há vasos, potes feitos de barro artesanal local. São vendidos esses e outras iguarias no Centro da Cultura Indígena, localizado no Município de Miranda.

### Tradições
- Dança do Bate-Pau
- Festa de São Sebastião

Comemora-se o dia de São Sebastião, 20 de Janeiro de todo ano. O festeiro é morador da comunidade.Nesse dia toda a comuidade é convidada a participar de almoço, procissão, reza e baile.

### Moradias
As casas variam em sua construção. A maioria utiliza bambu puro, ou bambu com traços de alvenaria na base das paredes. Algumas já são inteiramente de alvenaria, embora atualmente seja a tendência das novas construções, devido a presente escassez de bambu. O chão é feito em geral de terra batida, sendo em alguns casos de concreto. As fossas e os locais de tomar banho são, em geral, dois ambientes externos, ligeiramente afastados da construção principal da casa. Geralmente a cozinha é feita com paredes de bambu e é também uma construção a parte, embora fique bem ao lado da casa em si.

### Religião
(Religião das etnias?).
Dentre as religiões listadas na região, há a presença de 6 igrejas na aldeia: 1 católica, 5 evangélicas (apenas 1 oficial).

### Língua
Dentre os moradores locais, apenas alguns dos mais velhos mantêm vivo o conhecimento da língua Terena. No restante, o Português é a língua utilizada.

## Estrutura Física da Aldeia
A Aldeia se divide em 3 regiões, conhecidas como Cedrinho (Sede), Campina e Baixadão.

## Recursos Disponíveis

### Água
A aldeia é abastecida por 3 poços semi-artesianos e caminhões pipa que passam semanalmente. Brevemente será inaugurado a ETA (Estação de Tratamento de Agua ), na comunidade. A água virá diretamente do rio, onde irá amenizar um pouco a falta de agua na comunidade indigena de Lalima.

### Saúde
Há dois postos de atendimento médico na aldeia, e uma ambulância em caso emergencial. Há a presença da FUNASA, órgão público subordinado ao Ministério da Saúde. Na aldeia, a FUNASA exerce um trabalho mais no sentido da medicina preventiva.

### Educação
Há duas escolas na aldeia:
- Escola Municipal Pólo Presidente João Figueiredo, que atendeu no ano de 2002, a 266 alunos do Ensino Fundamental, distribuídos da pré-escola à 8ª série. O prédio escolar está localizado na região da sede, e é constituído por sete salas de aula; a secretaria; uma cantina e dois banheiros: um feminino e outro, masculino. Há também o Centro de Inclusão Digital www.cid.org.br, implantado pela Fundação Bradesco que desde 2005 desenvolve atividades tecnológicas voltadas à comunidade.O diretor da Escola é o Senhor Valdelei de Oliveira, indio terena da própria comunidade.No ano de 2008 o Ensino Fundamental sofreu a transposição de 8(oito)para 9 (nove)de duração.A escola conta agora também, com uma quadra poliesportiva recém-inaugurada (04/10) onde alunos e comunidade realizam atividades físicas, esportes e outras atividades.
- Escola Irmão Souza, que é uma extensão da Escola Presidente João Figueiredo. Atendeu em 2002, 110 alunos do Ensino Fundamental, da pré-escola à 4ª série. O prédio escolar é constituído por tres salas de aula,uma sala de professores, uma cantina, uma sala destinada ao serviço da direção,um banheiro feminino e outro masculino.

O Sr. Evair Borges Pereira,membro da Comunidade e funcionário da FUNAI(Fundação Nacional do Indio)é a pessoa que procura atender às solicitações da comunidade.

### Comunicação
Há dois telefones públicos na aldeia.
Na escola da sede, há também uma sala de computadores que dispõe de acesso à internet.

### Esportes
Há uma quadra de concreto de futebol, vários pequenos campos de futebol nos terrenos das casas, e um campo central na região da sede, onde os meninos jovens treinam o time da aldeia. O time disputa jogos estaduais, nos quais já foi premiado.